# Camponotus acutirostris
Camponotus acutirostris är en myrart som beskrevs av Wheeler 1910. Camponotus acutirostris ingår i släktet hästmyror, och familjen myror. Inga underarter finns listade.

## Bildgalleri

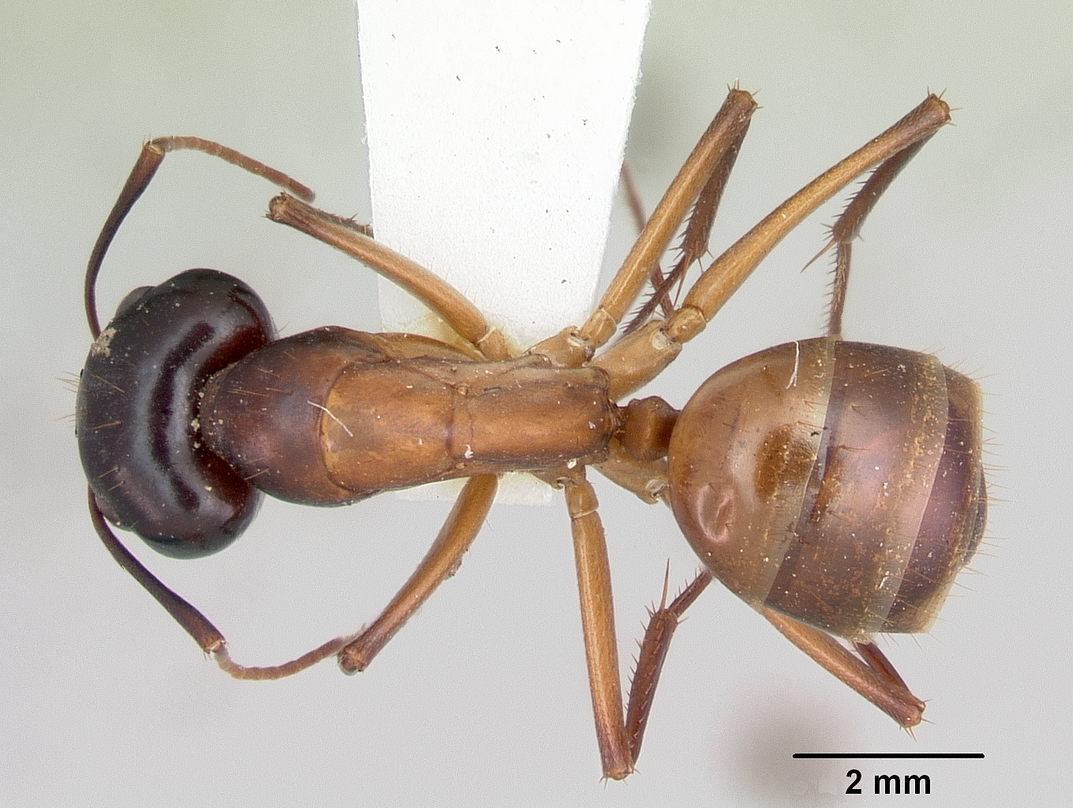
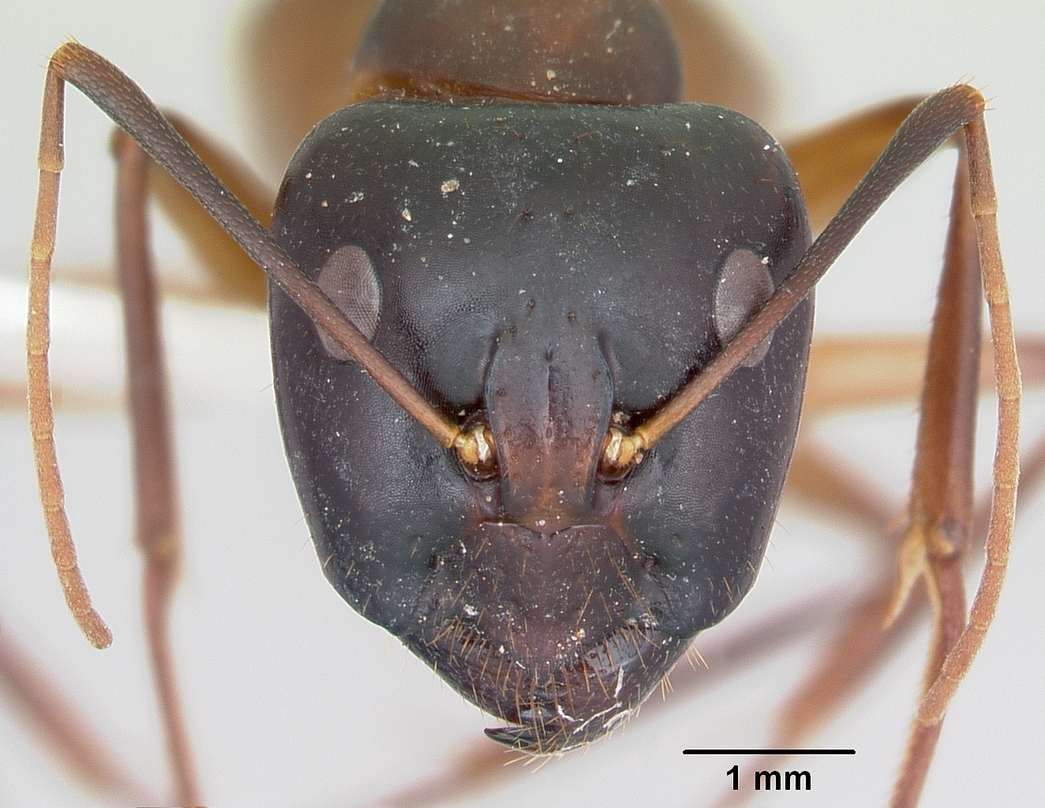
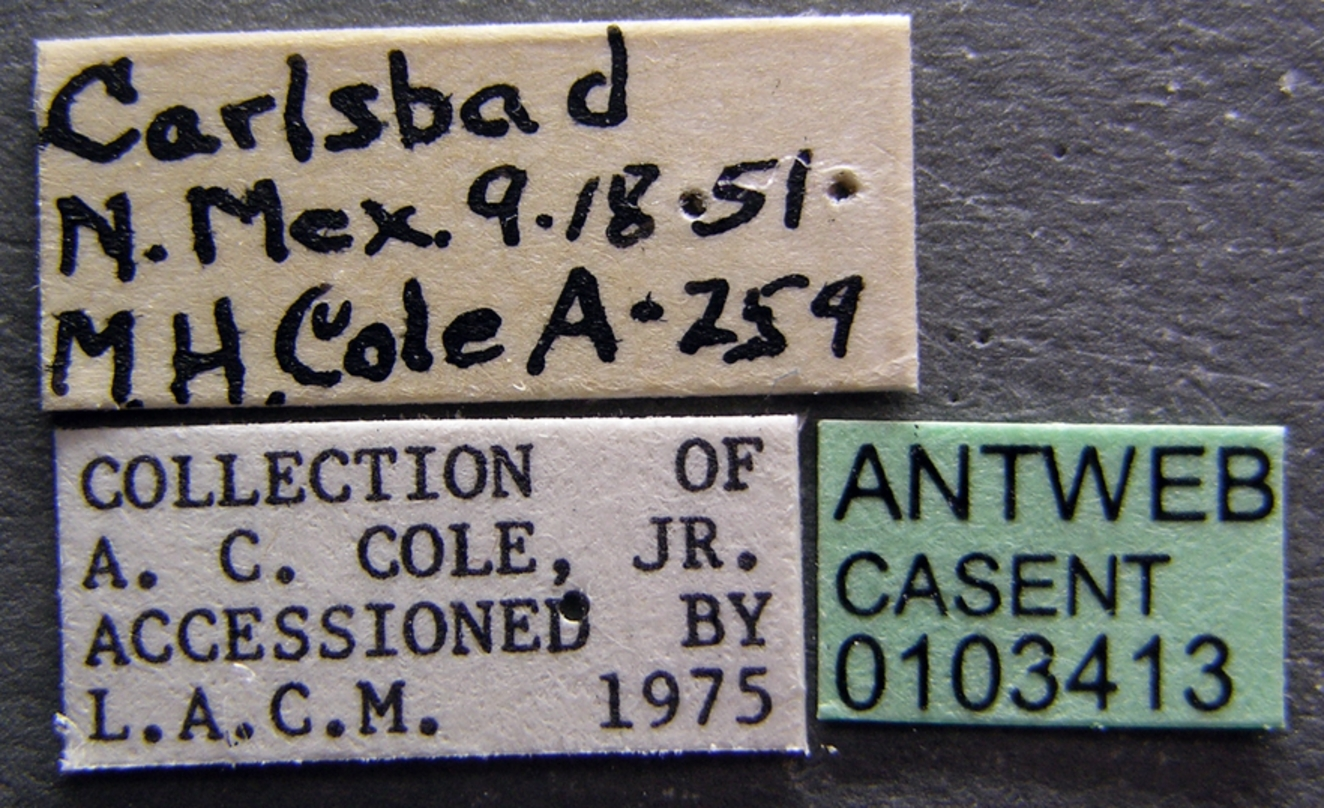
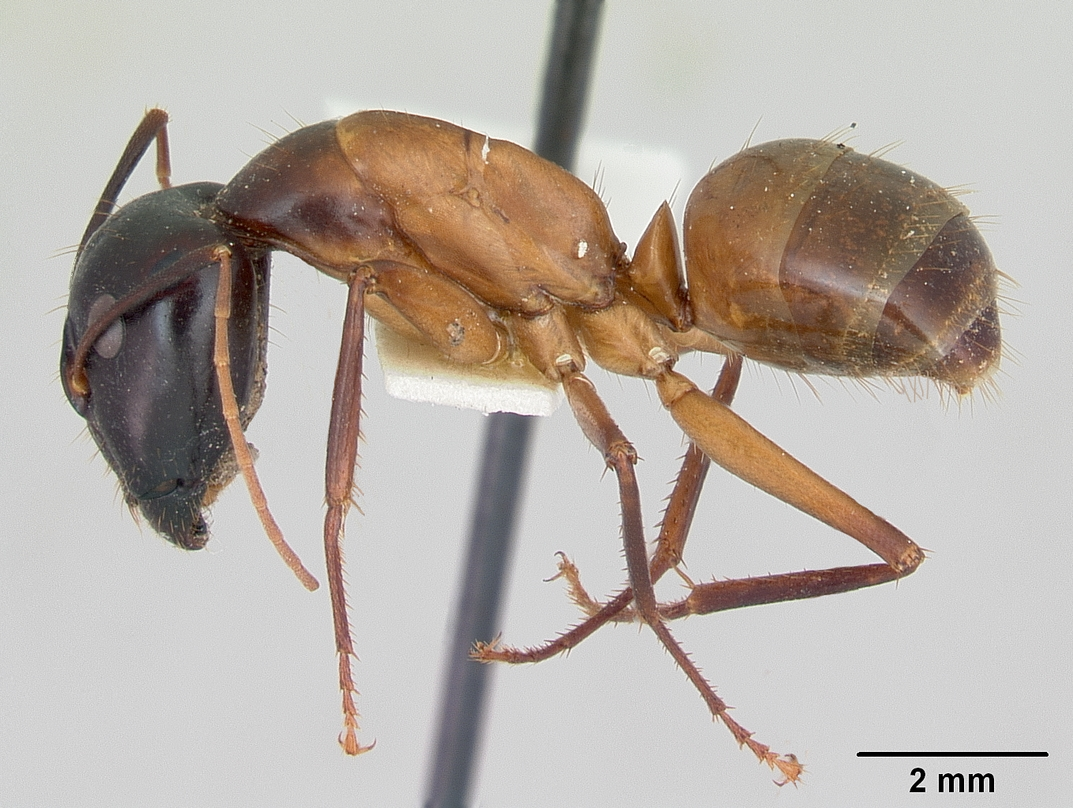
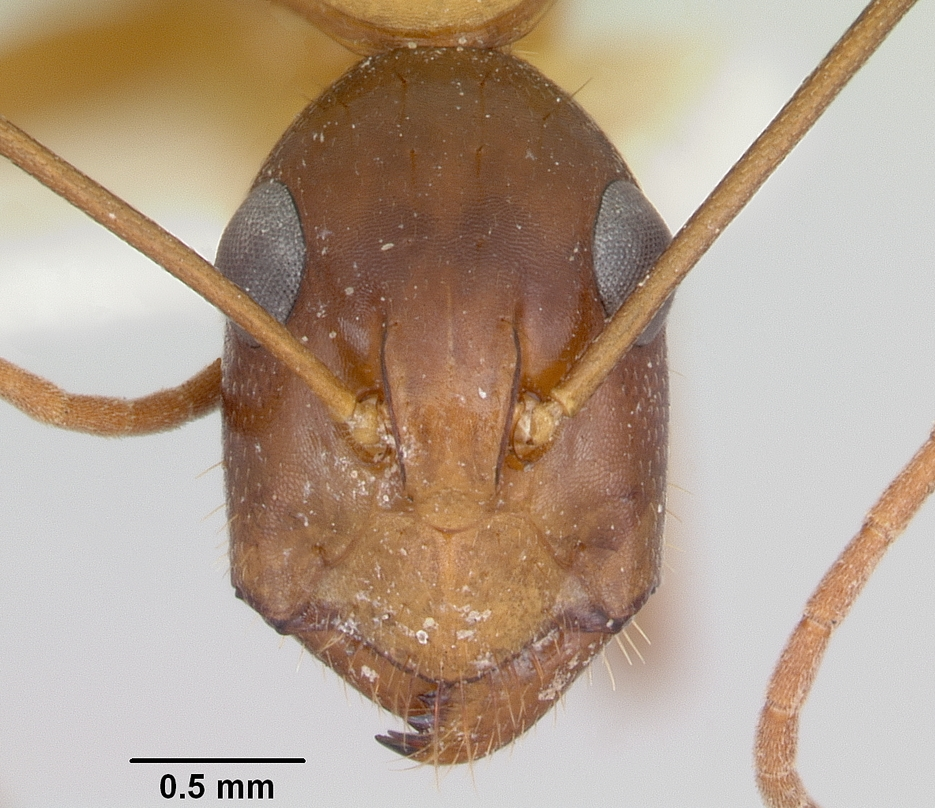
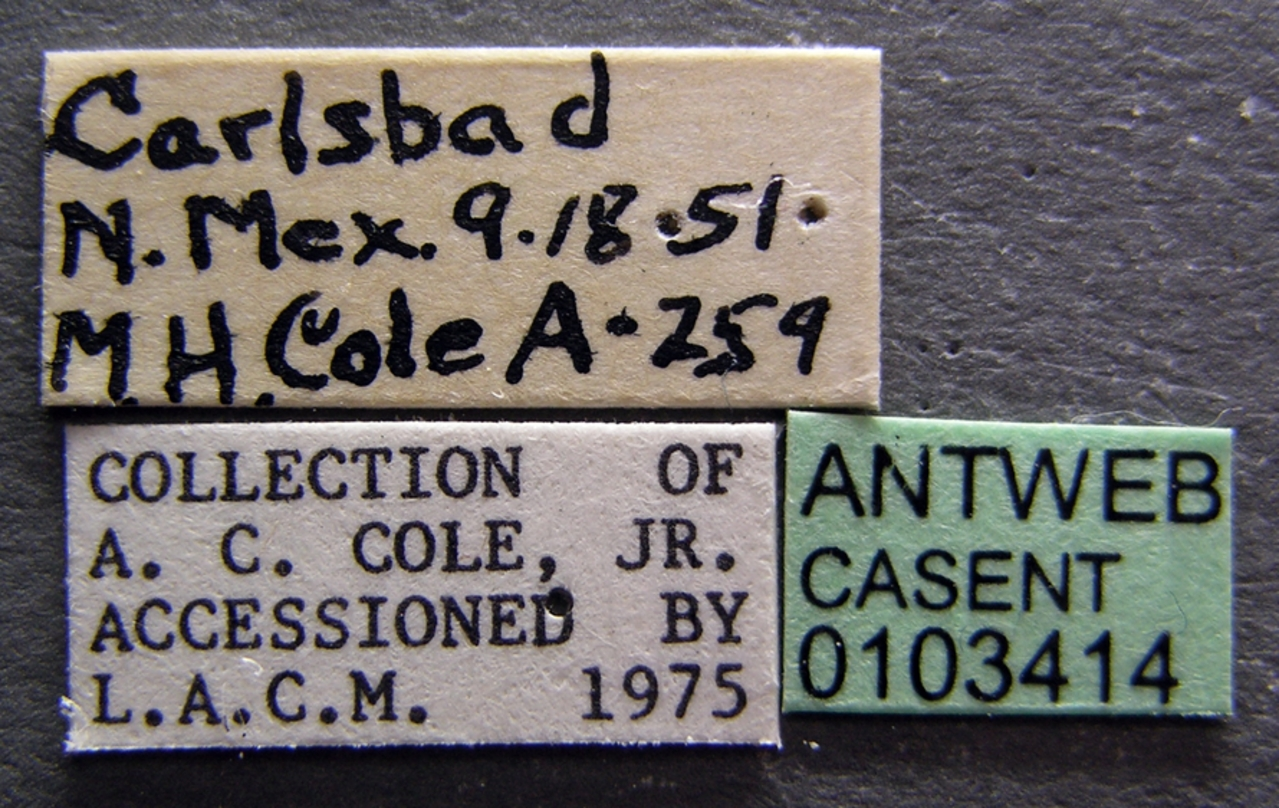